# Deyvillers
Deyvillers é uma comuna francesa na região administrativa do Grande Leste, no departamento de Vosges. Estende-se por uma área de 8.77 km². Em 2010 a comuna tinha 1 428 habitantes (densidade: 162,8 hab./km²).